# San Isidro, Tanlajás
San Isidro är en ort i Mexiko.   Den ligger i kommunen Tanlajás och delstaten San Luis Potosí, i den centrala delen av landet, 260 km norr om huvudstaden Mexico City. San Isidro ligger 122 meter över havet och antalet invånare är 136.
Terrängen runt San Isidro är platt. Runt San Isidro är det ganska tätbefolkat, med 93 invånare per kvadratkilometer. Närmaste större samhälle är Tanquián de Escobedo, 16,2 km sydost om San Isidro. Trakten runt San Isidro består till största delen av jordbruksmark.